# Luis Arroyo Zapatero
Luis Arroyo Zapatero (Valladolid, 1951), rector honorario de la Universidad de Castilla-La Mancha, es un jurista español, especialista en Derecho Penal Internacional, Presidente de la Société Internationale de Défense Sociale, además de fundador y actualmente director del Instituto de Derecho Penal Europeo e Internacional, con sede en el campus de Ciudad Real de la Universidad de Castilla-La Mancha.

## Trayectoria profesional
Luis Arroyo Zapatero obtuvo la licenciatura en Derecho con la calificación de sobresaliente y premio fin de carrera de la Facultad de Derecho de la Universidad de Valladolid. Pensionado en la Universidad de Colonia por el Gobierno alemán (DAAD) para realizar estudios de doctorado desde 1975 a 1977, se doctoró en Derecho por la Universidad Complutense en 1980, con la calificación de "sobresaliente cum laude", con una tesis a la que le fue concedido además el Premio de la Fundación Universidad-Empresa de Madrid a la mejor tesis doctoral de interés empresarial. Desde marzo de 1988 hasta noviembre de 2003 fue rector de la Universidad de Castilla-La Mancha.
Profesor titular de Derecho Penal en la Universidad Complutense de Madrid desde 1982, estuvo pensionado entre junio y septiembre de ese mismo año por el Consejo de Europa en el Instituto de Derecho penal económico y Criminología de la Universidad de Friburgo, y como investigador invitado en dos ocasiones más,1984 y 1985.
Siendo Profesor Titular de Derecho Penal de la Universidad Complutense de Madrid, en septiembre de 1985 es nombrado Decano fundador de la nueva Facultad de Derecho de la Universidad de Castilla-La Mancha en Albacete. Un año después accede a la Cátedra de Derecho Penal de la misma Universidad, y en 1988 es elegido Rector de La Universidad, en unas elecciones en las que compite con Miguel Panadero Moya, convirtiéndose así en el primer rector electo, tras el periodo de Comisión Gestora, que había sido presidida por Javier de Cárdenas y por Isidro Ramos Salavert, sucesivamente.
En su etapa como rector, la Universidad de Castilla-La Mancha consolidó su posición en el mapa universitario español e internacional, ampliando y mejorando las infraestructuras docentes y de investigación, gracias a los acuerdos con el Gobierno regional e incrementando notablemente el número de profesores, alumnos y personal de administración y servicios. Fue reelegido rector en 1991, 1995 y 1999

## Otros cargos y distinciones
Además de su actividad estrictamente universitaria, Luis Arroyo Zapatero es miembro de diversos organismos nacionales e internacionales, entre ellos la Société Internationale de Défense Sociale, que preside desde diciembre de 2002 y ha sido reelegido en 2007 en Toledo y en 2012 en Ciudad de México. Es Vicepresidente de la Association Internationale de Droit Pénal (2009) y presidente honorario del Grupo español de la misma; miembro del consejo de Dirección de la Société Internationale de Criminologie. Desde 2006 es miembro del Consejo científico asesor del Instituto Max Plank de Derecho penal extranjero e internacional de Friburgo de Brisgovia y Vicepresidente del mismo desde 2009. Miembro del International Scientific and Professional Advisory Council of the United Nations for Crime Prevention and Criminal Justice Programme (ISPAC).
Luis Arroyo es miembro de Honor de la Asociación Alexander von Humboldt; del Consejo de Redacción de la Revista Penal; y patrono de varias fundaciones, entre las que destacan la Real Fundación de Toledo Archivado el 2 de abril de 2007 en Wayback Machine. o la Fundación Gregorio Marañón. Ha sido presidente del patronato del Parque Nacional de las Tablas de Daimiel entre 2007 y 2011.

## Doctoradoshonoris causa
Luis Arroyo ha sido investido doctor honoris causa por varias universidades, entre ellas la mexicana de Chiapas, la Universidad Federal de Río de Janeiro, en Brasil, por la Universidad Kennedy (Argentina) y por la de Valahia en Targoviste, Rumanía.

## Publicaciones
Luis Arroyo Zapatero es autor de varios libros, editor de otros 12 en materia de Derecho penal europeo y de pena de muerte y de una veintena de trabajos publicados en revistas científicas españolas y extranjeras, con particular significación en materia de Derecho penal económico, protección de las libertades fundamentales y control constitucional de la Justicia penal.
- La protección penal de la seguridad en el trabajo, Madrid : Servicio Social de Higiene y Seguridad en el Trabajo, D.L. 1981.

- Manual de derecho penal del trabajo, Barcelona : Praxis, D.L. 1988.

- Introducción al derecho penal y al derecho penal procesal, Ariel, 1989.
- El mundo en la cabeza de un estudiante en torno a 1500: Hernán Cortés, Universidad de Castilla-La Mancha, 1994.
- Delitos contra la hacienda pública en materia de subvenciones, Madrid : Ministerio de Justicia, Centro de Publicaciones, 1987.
- La orden de detención y entrega europea, Universidad de Castilla-La Mancha, 2006.
- Fraude y corrupción en el Derecho penal económico europeo : eurodelitos de corrupción y fraude, Universidad de Castilla-La Mancha, 2006.

- El derecho penal de la Unión Europea: situación actual y perspectivas de futuro, Universidad de Castilla-La Mancha, 2007.

- Piratas, mercenarios, soldados, jueces y policías: nuevos desafíos del derecho penal europeo e internacional, Universidad de Castilla-La Mancha, 2010.

| Predecesor: Isidro Ramos Salavert (Comisión Gestora) | Rector de la Universidad de Castilla-La Mancha 1988 - 2003 | Sucesor: Ernesto Martínez Ataz |